# Mariano Comas
Sixto Mariano Ignacio Comas (Santa Fe, Argentina, 5 de agosto de 1814 - ibídem, 5 de mayo de 1894) fue un político y estanciero argentino.
El primer vicegobernador de la provincia de Santa Fe. El cargo de vicegobernador fue creado fue promulgado en mayo de 1872 y el día 14 del mismo mes la Legislatura eligió a Comas para dicha función.